# Trichomanes curvatum
Trichomanes curvatum là một loài dương xỉ trong họ Hymenophyllaceae. Loài này được J.Sm. mô tả khoa học đầu tiên năm 1841.
Danh pháp khoa học của loài này chưa được làm sáng tỏ. 